# Scheloribates pseudomochlosimilaris
Scheloribates pseudomochlosimilaris är en kvalsterart som beskrevs av Badejo, Woas och Beck 2002. Scheloribates pseudomochlosimilaris ingår i släktet Scheloribates och familjen Scheloribatidae. Inga underarter finns listade i Catalogue of Life.